# Repeat When Necessary
Repeat When Necessary je páté sólové studiové album velšského hudebníka Dave Edmundse, vydané v červnu 1979 společností Swan Song Records. Nahráno a vydáno bylo ve stejné sestavě souběžně s albem Labour of Lust anglického hudebníka Nicka Lowea (všichni společně rovněž působili ve skupině Rockpile). Nahrávání probíhalo v londýnském studiu Eden. V britské hitparádě (UK Albums Chart) se album umístilo na 39. příčce a za prodejnost bylo oceněno stříbrnou deskou. V USA se dostalo na 54. místo hitparády Billboard 200. Píseň „Bad Is Bad“ z pera Hueyho Lewise zde vyšla poprvé, sám autor ji vydal až v roce 1983 na úspěšném albu Sports.

## Seznam skladeb
| Pořadí         | Název                              | Autor                                      | Délka |
| -------------- | ---------------------------------- | ------------------------------------------ | ----- |
| 1.             | Girls Talk                         | Elvis Costello                             | 3:25  |
| 2.             | Crawling from the Wreckage         | Graham Parker                              | 2:53  |
| 3.             | The Creature from the Black Lagoon | Billy Bremner                              | 3:52  |
| 4.             | Sweet Little Lisa                  | Donivan Cowart, Martin Cowart, Hank DeVito | 3:38  |
| 5.             | Dynamite                           | Ian Samwell                                | 2:33  |
| 6.             | Queen of Hearts                    | Hank DeVito                                | 3:17  |
| 7.             | Home in My Hand                    | Ronnie Self                                | 3:20  |
| 8.             | Goodbye Mr. Good Guy               | Pat Meager, Billy Bremner                  | 2:40  |
| 9.             | Take Me for a Little While         | Trade Martin                               | 2:39  |
| 10.            | We Were Both Wrong                 | Billy Bremner                              | 2:42  |
| 11.            | Bad Is Bad                         | Huey Lewis                                 | 3:11  |
| Celková délka: | Celková délka:                     | Celková délka:                             | 34:10 |

## Obsazení
- Dave Edmunds – zpěv, kytara, klavír
- Billy Bremner – kytara, doprovodné vokály
- Nick Lowe – baskytara, doprovodné vokály
- Terry Williams – bicí
- Huey Lewis – harmonika („Bad Is Bad“)
- Albert Lee – kytara („Sweet Little Lisa“)
- Roger Béchirian – klavír („Girls Talk“)